# Walter Borden
Walter Borden, né le 20 juillet 1942 en Nouvelle-Écosse, est un acteur et poète canadien.

## Biographie
Il rejoint le Neptune Theatre d'Halifax en 1972. Il participe à de nombreuses productions scéniques à travers le Canada. En 1998, il enregistre et publie un album musicale avec la musique de Fernando Sor en collaboration avec le guitariste Paul Martell.
Ouvertement homosexuel, il a scénarisé une pièce autobiographique considérée comme une des premières dans l'histoire de la littérature afro-canadienne à traiter du thème de l'homosexualité masculine.

## Filmographie

### Cinéma
- 2003 : The Event : Fred
- 2008 : Nurse.Fighter.Boy : Horace
- 2013 : Gerontophilia :  M. Peabody

### Télévision
- Lexx : Divine Shadow (voix)

## Distinctions
- 2002 : Médaille du jubilé d'or de la reine Elizabeth II
- 2005 : Membre de l'Ordre du Canada
- 2005 : Prix Portia White
- 2011 : Doctorat honorifique en lettres de l'Université Acadia